# Quý nhân Triệu thị (Triều Tiên Anh Tổ)
Quý nhân Triệu thị (貴人 趙氏, 1707 - 1780) là một hậu cung của Triều Tiên Anh Tổ thuộc nhà Triều Tiên.

## Tiểu sử
Bổn quán ở Phong Nhưỡng. Thân phụ Triệu Đài Trưng (趙台徵), thân mẫu họ Phác ở Mật Dương. 1716, Túc Tông năm thứ 42, lên mười, nhập cung làm cung nữ, 1735, Anh Tổ năm thứ 11, trở thành hậu cung của Anh Tổ. Sau tấn phong Tòng nhị phẩm Thục nghi (淑儀), 1776, Anh Tổ băng hà, 1778, Chính Tổ năm thứ 2, được đặc cách sắc phong Tòng nhất phẩm Quý nhân (貴人). Quý nhân Triệu thị qua đời hai năm sau đó (1780), thọ 74, mộ phần tại Yeowol-dong, Ojeong-gu, Thành phố Bucheon, tỉnh Gyeonggi.

## Gia quyến
Thân gia Phong Nhưỡng Triệu thị (豐壤 趙氏)
- Thân phụ: Triệu Đài Trưng (趙台徵)
- Thân mẫu: Trinh phu nhân (貞夫人) Mật Dương Phác thị (密陽 朴氏)

Hoàng tộc Toàn Châu Lý thị (全州 李氏)
- Chương phụ: Triều Tiên Túc Tông
- Chương mẫu: Thục tần Thôi thị (崔氏, 1670 - 1718)
  - Phu quân: Triều Tiên Anh Tổ
    - Trương nữ: Ông chúa (翁主)
    - Thứ nữ: Hòa Nhu Ông chúa (和柔翁主, 1740 - 1777), hạ giá lấy Xương Thành úy (昌城尉) Hồng Nhân Điểm (黃仁點, 1732 - 1802)